# 省政府駅
省政府駅（しょうせいふえき）は、中華人民共和国湖南省長沙市天心区にある1号線の駅である。

## 駅構造
- 1号線：島式ホーム1面

## 駅周辺
- 湖南省人民政府
- 天心区人民政府[2]